# Пашковский, Евгений Александрович
Евгений Александрович Пашковский (1866—?) — русский военный деятель, генерал-майор (1916). Герой Первой мировой войны.

## Биография
В службу вступил в 1884 году после окончания Владикавказского реального училища. С 1886 года после окончания Тифлисского военного училища произведён в подпоручики и выпущен в Дербентский 154-й пехотный полк. В 1889 году произведён в поручики, в 1900 в штабс-капитаны, в 1901 году в капитаны, в 1905 году в подполковники, в 1910 году в полковники.
С 1914 года участник Первой мировой войны, в составе 153-го Бакинского пехотного полка. С 1915 года командир 279-го Лохвицкого пехотного полка 70-й пехотной дивизии.
2 июня 1915 года «за храбрость» был награждён Георгиевским оружием.
10 апреля 1916 года «за отличие» произведён в генерал-майоры, командир бригады, с 1917 года командующий 36-й пехотной дивизии. 18 сентября 1916 года «за храбрость» был награждён орденом Святого Георгия 4-й степени.
С 1918 года в Белой армии в составе ВСЮР. С 23 декабря 1918 года в резерве чинов при штабе Главнокомандующего ВСЮР. С 1919 года в резерве чинов при штабе Кавказской Добровольческой армии. С 1919 года командовал бригадами 8-й и 21-й пехотной дивизии и Гродненским отрядом. С 1920 года командир отдельной бригады 52-й пехотной дивизии.

## Награды
- Орден Святого Станислава 2-й степени  (1903)
- Орден Святой Анны 2-й степени (1910)
- Орден Святого Владимира 4-й степени (1914; Мечи и бант к ордену — ВП 19.02.1915)
- Георгиевское оружие (ВП 02.06.1915)
- Орден Святого Владимира 3-й степени с мечами (ВП 06.11.1915)
- Орден Святого Георгия 4-й степени (ВП 18.09.1916)
- Орден Святого Станислава 1-й степени с мечами (ПАФ 25.09.1917)